# Sulymiwka-Haus

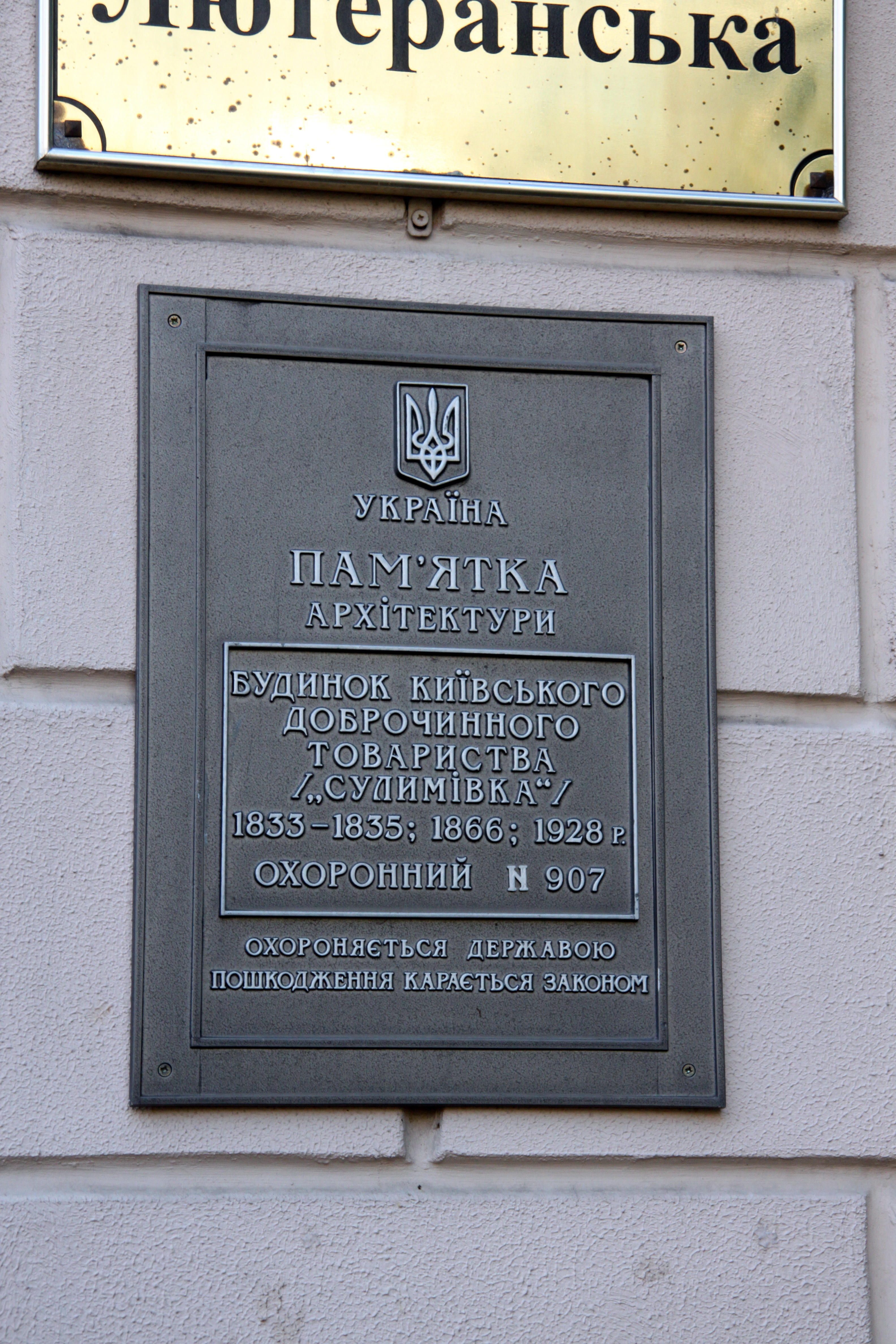
Hinweistafel auf Denkmalschutz des Gebäudes

Das Haus der Kiewer Wohltätigkeit „Sulymiwka“ (ukrainisch Будинок Київського доброчинного товариства «Сулимівка») ist ein zwischen 1833 und 1835 errichtetes Gebäude in der ukrainischen Hauptstadt Kiew.

## Geschichte
Das 1833 bis 1835 vom Architekten L. Stansani für den Kaufmann W. Sulyma, einen Nachkommen des Ataman Iwan Sulyma im Empire-Stil erbaute zweigeschossige Gebäude ist das älteste Haus der Straße und seit 1979 ein Architekturdenkmal der Stadt Kiew.
Das nicht ganz fertiggestellte Gebäude wurde nach dem Tod des Bauherren gemäß dessen Testament der Stadt Kiew vermacht, die dort, neben einem Krankenhaus, einem Mädchenwohnheim und einer Schülerwerkstatt ein Obdachlosen-, Waisen- und Altenheim einrichtete. Bei der Eröffnung der Wohltätigkeitseinrichtung im Jahre 1859 war der russische Zar Alexander II. anwesend. An der linken Hausseite wurde im Jahr 1866 eine mit einem Zwiebelturm versehene Kapelle zu Ehren Alexander Newskis errichtet. Bei weiteren Umbauten wurde der Säulenportiko des Hauses abgebrochen. Nachdem die Bolschewiki alle Wohltätigkeitsorganisationen verboten hatten, wurde 1923 die Kapelle abgetragen und 1928 der Gebäudekomplex in ein Wohn- und Bürogebäude umgebaut.

## Lage
Das Gebäude befindet sich im Stadtrajon Petschersk auf der Ljuteranska-Straße (Ljuteranska wulyzja) Nummer 16 in der Kiewer Innenstadt.